# WorldView-3
WorldView-3 ist ein kommerzieller Erdbeobachtungssatellit der amerikanischen Firma DigitalGlobe.

## Mission und Aufbau
Der Satellit wurde im Herbst 2010 bei Ball Aerospace bestellt und am 13. August 2014 um 18:30 UTC mit einer Atlas-V-401-Trägerrakete vom Raketenstartplatz Vandenberg in eine polare Umlaufbahn gebracht. Es war der erste kommerzielle Start einer Atlas V von Vandenberg aus.
Der dreiachsenstabilisierte Satellit basiert auf seinem Vorgänger WorldView-2 und ist wie dieser mit 8 VNIR-Spektralkanälen ausgestattet. Im Gegensatz zum Vorgänger wurde WorldView-3 aber auch mit 8 SWIR- und 12 CAVIS-Spektralkanäle ausgerüstet. Er wird durch seine niedrigere Umlaufbahn jedoch eine höhere Auflösung von etwa 31 cm im panchromatisch Modus erreichen. Das von der Firma Exelis gebaute Kamerasystem ist mit einem Primärspiegel von rund 1,1 Metern Durchmesser ausgerüstet und arbeitet panchromatisch im Bereich zwischen 450 und 800 Nanometern. Multispektral stehen 8 Bandbereiche zwischen 400 und 1.040 Nanometern zur Verfügung, wobei die maximal erreichbare Auflösung bei 1,24 Metern liegt. Im kurzwelligen infraroten  Bereich (SWIR) von acht Bandbereichen zwischen 1.195 und 2.365 Nanometern soll eine Auflösung von etwa 3,7 Metern erreicht werden. Das System CAVIS (Clouds, Aerosols, Water Vapor, Ice and Snow) wurde von Ball Aerospace gebaut und soll neben Bewuchs, Bodenfeuchte und Schneebedeckung auch Wolkenbedeckung, Luftfeuchte und Aerosolgehalt bestimmen. Die dabei gewonnenen Daten aus 12 Bandbereichen zwischen 405 und 2.245 Nanometern können als Korrekturfaktoren in die digitalen Bilder der bildgebenden Systeme von WorldView-3 eingerechnet werden und die Bildqualität verbessern. Die Auflösung des Instruments liegt bei rund 30 Zentimeter. Die Datenübertragung zur Erde erfolgt im X-Band.
WorldView-3 wurde auf Basis des BCP-5000-Satellitenbus der Ball Aerospace gebaut und hatte eine geplante Lebensdauer von 7,25 Jahren, war Ende 2023 aber weiterhin in Betrieb.
Das Nachfolgermodell WorldView-4 wurde am 11. November 2016 gestartet, fiel jedoch 2019 bereits aus.